# NGC 6230
NGC 6230 este o galaxie eliptică situată în constelația Hercule. A fost descoperită în 3 iulie 1886 de către Lewis A. Swift.